# 두 남자와 1/2
두 남자와 1/2(Two and a Half Men)은 CBS에서 2003년 9월 22일에 최초 방영하여 2015년 2월 19일에 종영한 드라마이다.
한국에서는 폭스 라이프에서 세 남자의 동거라는 제명으로 방영하였다.

## 개요
자유로운 영혼이었던 찰리가 떠나간 이후, 앨런과 그의 아들 제이크에게 찾아온 앨런의 친구 월든이 다시금 새로운 가족으로 생활하게 되면서 벌어지는 코믹한 일상을 담은 시트콤.